# Miss Mato Grosso
Miss Mato Grosso (ou Miss Universo Mato Grosso) é um tradicional concurso de beleza feminino realizado anualmente desde 1955 e que busca eleger a melhor candidata matogrossense em busca do título de Miss Brasil, válido para o Miss Universo. O Estado é o melhor da região centro-oeste do País no concurso nacional, tendo obtido até então 3 coroas (em 1985, 2000 e 2013). Curiosamente, apenas Jakelyne Oliveira (2013) é nascida no Estado, visto que Márcia Gabrielle (1985) é do Rio de Janeiro e Josiane Kruliskoski (2000) é do Paraná. A gestão atual do evento regional fica por conta de Ronaldo Dias.

## Histórico

### Coordenações
Já estiveram a frente da competição:
- de 1955 a 1958: Comissão Organizadora.[nota 1]
- de 1959 a 1963: Nani Constantino (Presidente do "Clube Esportivo Feminino").
- de 1964 a 1965: Emanuel Ribeiro Daubian (Jornalista do "Folha Mato-grossense").
- de 1966 a 1968: João Alves de Oliveira (Radialista e Jornalista).
- de 1969 a 1975: José Adirson de Vasconcellos (Diretor-Jornalista do "Diário da Serra").
- em 1976: Waldyr Cardoso (Relações Públicas do "Diário da Serra"), Salvador Dódero e Guilherme Zurutuza Filho (Jornalistas).
- em 1977: Comissão Organizadora.[nota 2]
- em 1978: Direção do Riachuelo Futebol Clube (Apoio do Governo de Mato Grosso e Prefeitura de Corumbá).
- de 1983 a 1984: Isabel Campos (1ª Dama de Mato Grosso), Jaime Okamura (Diretor da Turimat) e Beatriz Biancardini.
- de 1985 a 1989: Neuza Guimarães (representante do SBT no Estado) e Aquiles Tenuta (Empresário).
- de 1992 a 2010: Warner Willon (Colunista social).
- em 2011: Valter Arantes (Fotógrafo) & Vando Rodrigues (Maquiador).
- de 2012 a 2021: Warner Willon (Colunista social).
- de 2022 a 2024: Muryllo Lorensoni (Publicitário) & Nadeska Calmon (Advogada). [1]
- desde 2025: Ronaldo Dias (Promotor de eventos).

### Tabela de classificação
A performance das matogrossense no Miss Brasil:
| Classificação final | Performance |
| ------------------- | ----------- |
| Miss Brasil         | 3           |
| 2º. Lugar           | 3           |
| 3º. Lugar           | 1           |
| 4º. Lugar           | 4           |
| 5º. Lugar           | 1           |
| Finalista           | 1           |
| Semifinalista       | 17          |
| Total               | 30          |

### Premiações Especiais
- Miss Fotogenia: Marluce Manvailler (1966)

- Melhor Traje Típico: Marilena Lima (1965) e Karine Bonatto (1999)

### Galeria das Vencedoras

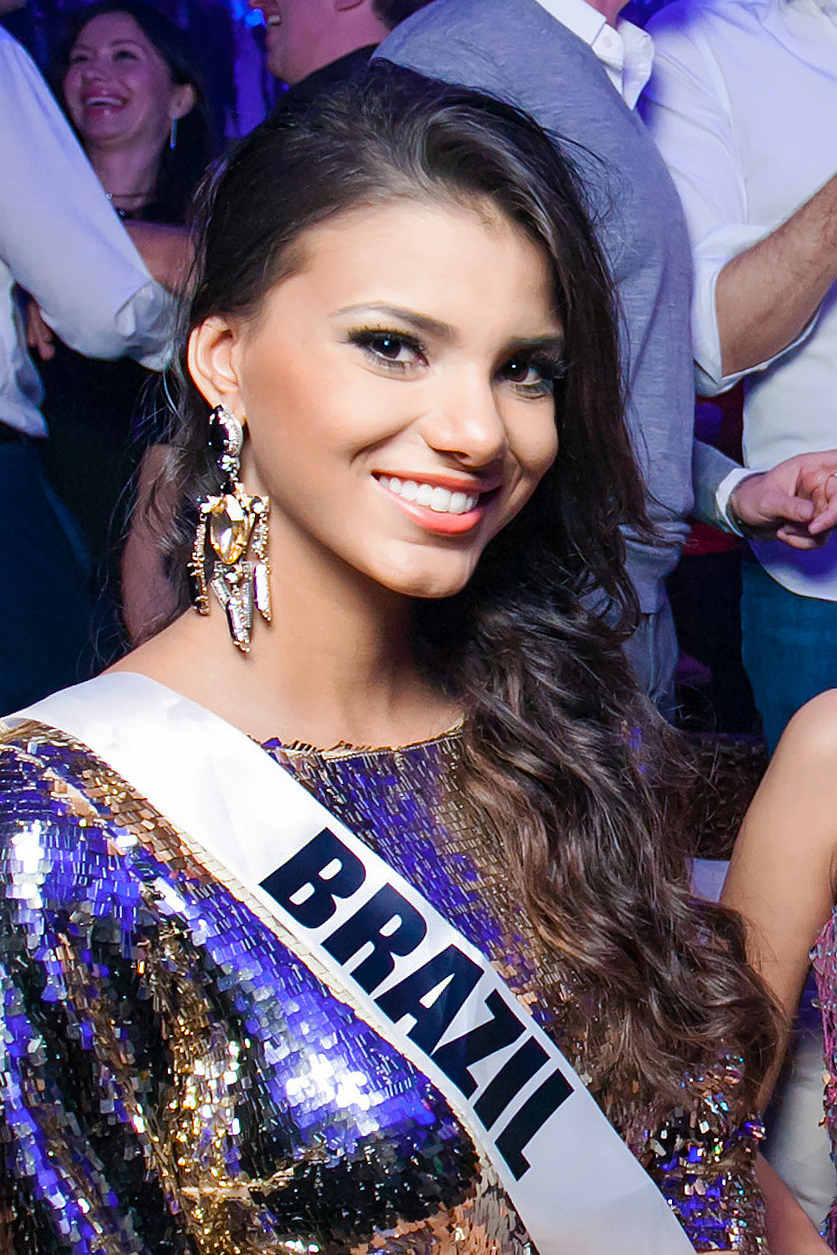
Jakelyne Oliveira, Miss Brasil 2013

## Vencedoras
- Tornou-se Miss Brasil

| Ano  | Participação                                            | Vencedoras                                              | Representação                                           | Colocação                                               | Miss Universo                                           | Ref.                                                    |
| ---- | ------------------------------------------------------- | ------------------------------------------------------- | ------------------------------------------------------- | ------------------------------------------------------- | ------------------------------------------------------- | ------------------------------------------------------- |
| 2025 | 65ª                                                     | Naila Bózzio                                            | Querência                                               | Semifinalista (Top 14)                                  |                                                         | [ 2 ]                                                   |
| 2024 | 64ª                                                     | Cálita Souza                                            | Campinápolis                                            |                                                         |                                                         | [ 3 ]                                                   |
| 2023 | 63ª                                                     | Bárbara Reis                                            | Norte Mato-Grossense                                    | 2º. Lugar                                               |                                                         | [ 4 ]                                                   |
| 2022 | 62ª                                                     | Eduarda Zanella                                         | Tangará da Serra                                        | Semifinalista (Top 10)                                  |                                                         | [ 5 ]                                                   |
| 2021 | 61ª                                                     | Gabriela Guimarães                                      | Cuiabá                                                  |                                                         |                                                         | [ 6 ]                                                   |
| 2020 | A Miss Brasil foi indicada, portanto não houve disputa. | A Miss Brasil foi indicada, portanto não houve disputa. | A Miss Brasil foi indicada, portanto não houve disputa. | A Miss Brasil foi indicada, portanto não houve disputa. | A Miss Brasil foi indicada, portanto não houve disputa. | A Miss Brasil foi indicada, portanto não houve disputa. |
| 2019 | 60ª                                                     | Ingrid Santin                                           | Rondonópolis                                            |                                                         |                                                         | [ 7 ]                                                   |
| 2018 | 59ª                                                     | Caroline Back                                           | Alta Floresta                                           |                                                         |                                                         | [ 8 ]                                                   |
| 2017 | 58ª                                                     | Aline Fontes                                            | Cáceres                                                 | Semifinalista (Top 16)                                  |                                                         | [ 9 ]                                                   |
| 2016 | 57ª                                                     | Taiany Zimpel                                           | Sorriso                                                 | Semifinalista (Top 15)                                  |                                                         | [ 10 ]                                                  |
| 2015 | 56ª                                                     | Camilla Della Valle                                     | Cuiabá                                                  | Finalista (Top 05)                                      |                                                         | [ 11 ]                                                  |
| 2014 | 55ª                                                     | Jéssica Rodrigues                                       | Juara                                                   |                                                         |                                                         | [ 12 ]                                                  |
| 2013 | 54ª                                                     | Jakelyne Oliveira                                       | Distrito de Vila Operária                               | MISS BRASIL 2013                                        | 5º. Lugar                                               | [ 13 ]                                                  |
| 2012 | 53ª                                                     | Letícia Hauch                                           | Cuiabá                                                  |                                                         |                                                         | [ 14 ]                                                  |
| 2011 | 52ª                                                     | Jéssica Duarte                                          | Rondonópolis                                            | Semifinalista (Top 10)                                  |                                                         | [ 15 ]                                                  |
| 2010 | 51ª                                                     | Juliete de Pieri                                        | Primavera do Leste                                      | Semifinalista (Top 10)                                  |                                                         | [ 16 ]                                                  |
| 2009 | 50ª                                                     | Mônica Huppes                                           | Nova Mutum                                              |                                                         |                                                         | [ 17 ]                                                  |
| 2008 | 49ª                                                     | Flávia Piana Pereira                                    | Primavera do Leste                                      |                                                         |                                                         | [ 18 ]                                                  |
| 2007 | 48ª                                                     | Juliana Florêncio Simon                                 | Sinop                                                   | Semifinalista (Top 10)                                  |                                                         | [ 19 ]                                                  |
| 2006 | 47ª                                                     | Vanessa Regina de Jesus                                 | Cuiabá                                                  | Semifinalista (Top 10)                                  |                                                         | [ 20 ]                                                  |
| 2005 | 46ª                                                     | Fernanda Mara Frasson                                   | Sorriso                                                 |                                                         |                                                         | [ 21 ]                                                  |
| 2004 | 45ª                                                     | Betânia Zambiazi                                        | Sorriso                                                 |                                                         |                                                         | [ 22 ]                                                  |
| 2003 | 44ª                                                     | Allynne Langer                                          | Sinop                                                   |                                                         |                                                         | [ 23 ]                                                  |
| 2002 | 43ª                                                     | Cláudia Rohde                                           | Feliz Natal                                             |                                                         |                                                         | [ 24 ]                                                  |
| 2001 | 42ª                                                     | Luciane Locatelli                                       | Aripuanã                                                | Semifinalista (Top 10)                                  |                                                         | [ 25 ]                                                  |
| 2000 | 41ª                                                     | Josiane Kruliskoski                                     | Sinop                                                   | MISS BRASIL 2000                                        | (Não obteve classificação)                              | [ 26 ]                                                  |
| 1999 | 40ª                                                     | Karine Bonatto                                          | Sinop                                                   | 4º. Lugar                                               |                                                         | —                                                       |
| 1998 | 39ª                                                     | Daiana Lenz                                             | Tangará da Serra                                        | Semifinalista (Top 12)                                  |                                                         | —                                                       |
| 1997 | 38ª                                                     | Cristina Berté                                          | Cuiabá                                                  |                                                         |                                                         | —                                                       |
| 1996 | 37ª                                                     | Raquel Ferreira                                         | Jaciara                                                 | Semifinalista (Top 12)                                  |                                                         | —                                                       |
| 1995 | 36ª                                                     | Débora Moretto                                          | Tangará da Serra                                        | 2º. Lugar                                               |                                                         | —                                                       |
| 1994 | 35ª                                                     | Cláudia Almeida                                         | Santo Antônio de Leverger                               |                                                         |                                                         | —                                                       |
| 1993 | A Miss Brasil foi indicada, portanto não houve disputa. | A Miss Brasil foi indicada, portanto não houve disputa. | A Miss Brasil foi indicada, portanto não houve disputa. | A Miss Brasil foi indicada, portanto não houve disputa. | A Miss Brasil foi indicada, portanto não houve disputa. | —                                                       |
| 1992 | 34ª                                                     | Alessandra Nardez                                       | Cuiabá                                                  | 3º. Lugar                                               |                                                         | [ 27 ]                                                  |
| 1991 | O Estado não enviou candidata ao Miss Brasil 1991.      | O Estado não enviou candidata ao Miss Brasil 1991.      | O Estado não enviou candidata ao Miss Brasil 1991.      | O Estado não enviou candidata ao Miss Brasil 1991.      | O Estado não enviou candidata ao Miss Brasil 1991.      | —                                                       |
| 1990 | Não houve disputa nacional de Miss Brasil em 1990.      | Não houve disputa nacional de Miss Brasil em 1990.      | Não houve disputa nacional de Miss Brasil em 1990.      | Não houve disputa nacional de Miss Brasil em 1990.      | Não houve disputa nacional de Miss Brasil em 1990.      | —                                                       |
| 1989 | 33ª                                                     | Viviane Carrelo                                         | Cáceres                                                 | Semifinalista (Top 12)                                  |                                                         | —                                                       |
| 1988 | 32ª                                                     | Miriam Gouvea                                           | —                                                       | Semifinalista (Top 12)                                  |                                                         | —                                                       |
| 1987 | 31ª                                                     | Juliana Gross                                           | Primavera do Leste                                      | Semifinalista (Top 12)                                  |                                                         | —                                                       |
| 1986 | 30ª                                                     | Aparecida Corrêa                                        | Cuiabá                                                  |                                                         |                                                         | —                                                       |
| 1985 | 29ª                                                     | Márcia Gabrielle                                        | Barão de Melgaço                                        | MISS BRASIL 1985                                        | Semifinalista (Top 10)                                  | —                                                       |
| 1984 | 28ª                                                     | Clarice Favretto                                        | Rondonópolis                                            | Semifinalista (Top 12)                                  |                                                         | —                                                       |
| 1983 | 27ª                                                     | Cláudia Rodrigues                                       | Barra do Garças                                         |                                                         |                                                         | —                                                       |
| 1982 | 26ª                                                     | Carmen Antunes                                          | Alta Floresta                                           |                                                         |                                                         | —                                                       |
| 1981 | 25ª                                                     | Fernanda Frandsen                                       | Cuiabá                                                  | Semifinalista (Top 12)                                  |                                                         | —                                                       |
| 1980 | 24ª                                                     | Shirley Damian                                          | Várzea Grande                                           | 5º. Lugar                                               |                                                         | —                                                       |
| 1979 | O Estado não enviou candidata ao Miss Brasil 1979.      | O Estado não enviou candidata ao Miss Brasil 1979.      | O Estado não enviou candidata ao Miss Brasil 1979.      | O Estado não enviou candidata ao Miss Brasil 1979.      | O Estado não enviou candidata ao Miss Brasil 1979.      | —                                                       |
| 1978 | 23ª                                                     | Lígia Tranches                                          | Corumbá                                                 |                                                         |                                                         | [ 28 ]                                                  |
| 1977 | 22ª                                                     | Rosângela Venturim                                      | Cuiabá                                                  |                                                         |                                                         | [ 29 ]                                                  |
| 1976 | 21ª                                                     | Sueli Capriata Vaccaro                                  | Campo Grande                                            | 4º. Lugar                                               |                                                         | [ 30 ]                                                  |
| 1975 | 20ª                                                     | Nádima Ferreira Almeida                                 | Maracaju                                                |                                                         |                                                         | [ 31 ]                                                  |
| 1974 | 19ª                                                     | Rosa Aparecida Azevêdo                                  | Campo Grande                                            | 4º. Lugar                                               |                                                         | [ 32 ]                                                  |
| 1973 | 18ª                                                     | Maria da Graça Congro                                   | Três Lagoas                                             |                                                         |                                                         | [ 33 ]                                                  |
| 1972 | 17ª                                                     | Yvone Weber                                             | Campo Grande                                            |                                                         |                                                         | [ 34 ]                                                  |
| 1971 | 16ª                                                     | Gleice Rocha                                            | Aquidauana                                              |                                                         |                                                         | [ 35 ]                                                  |
| 1970 | 15ª                                                     | Vilma Borges                                            | Campo Grande                                            | Semifinalista (Top 08)                                  |                                                         | [ 36 ]                                                  |
| 1969 | 14ª                                                     | Sandra Abutakka                                         | Cuiabá                                                  |                                                         |                                                         | [ 37 ]                                                  |
| 1968 | 13ª                                                     | Auxiliadora Campos                                      | Corumbá                                                 |                                                         |                                                         | [ 38 ]                                                  |
| 1967 | 12ª                                                     | Regina Helena Corrêa                                    | Campo Grande                                            |                                                         |                                                         | [ 39 ]                                                  |
| 1966 | 11ª                                                     | Marluce Manvailler                                      | Campo Grande                                            | 2º. Lugar                                               |                                                         | [ 40 ]                                                  |
| 1965 | 10ª                                                     | Marilena Lima                                           | Campo Grande                                            | 4º. Lugar                                               |                                                         | [ 41 ]                                                  |
| 1964 | 9ª                                                      | Kátia Escudero                                          | Cuiabá                                                  |                                                         |                                                         | [ 42 ]                                                  |
| 1963 | 8ª                                                      | Terezinha Wadouski                                      | Campo Grande                                            |                                                         |                                                         | [ 43 ]                                                  |
| 1962 | 7ª                                                      | Delcy de Oliveira                                       | Aquidauana                                              |                                                         |                                                         | [ 44 ]                                                  |
| 1961 | 6ª                                                      | Eliney Figueiredo                                       | Cuiabá                                                  |                                                         |                                                         | [ 45 ]                                                  |
| 1960 | 5ª                                                      | Terezinha Lima                                          | Dourados                                                |                                                         |                                                         | [ 46 ]                                                  |
| 1959 | 4ª                                                      | Marly Cardoso                                           | Cuiabá                                                  |                                                         |                                                         | [ 47 ]                                                  |
| 1958 | 3ª                                                      | Moacyr Metello                                          | Cuiabá                                                  |                                                         |                                                         | [ 48 ]                                                  |
| 1957 | O Estado não enviou candidata ao Miss Brasil 1957.      | O Estado não enviou candidata ao Miss Brasil 1957.      | O Estado não enviou candidata ao Miss Brasil 1957.      | O Estado não enviou candidata ao Miss Brasil 1957.      | O Estado não enviou candidata ao Miss Brasil 1957.      | O Estado não enviou candidata ao Miss Brasil 1957.      |
| 1956 | 2ª                                                      | Marlene de Gásperi                                      | Rondonópolis                                            |                                                         |                                                         | [ 49 ]                                                  |
| 1955 | 1ª                                                      | Zuleida Assaf                                           | Corumbá                                                 |                                                         |                                                         | [ 50 ]                                                  |

### Observações
1. Não são naturalmente do Estado, as misses:
  1. Bárbara Reis (2023) nasceu em Novo Repartimento, PA. [51]
  2. Gabriela Guimarães (2021) nasceu em Campo Grande, MS;
  3. Ingrid Santin (2019) nasceu em Foz do Iguaçu, PR;
  4. Juliete de Pieri (2010) nasceu em Maringá, PR;
  5. Mônica Huppes (2009) nasceu em Victor Graeff, RS;
  6. Cláudia Rohde (2002) nasceu em Clementina, SP;
  7. Josiane Kruliskoski (2000) nasceu em Catanduvas, PR;
  8. Karine Bonatto (1999) nasceu em Campo Erê, SC;
  9. Fernanda Frandsen (1981) nasceu em Pirajuí, SP;

### Títulos por Municípios ou Regiões
Até 1979, os estados do Mato Grosso e Mato Grosso do Sul possuíam o mesmo território:
| Cidade                    | Vitórias | Títulos                                                                            |
| Cuiabá                    | 14       | 1958, 1959, 1961, 1964, 1969, 1977, 1981, 1986, 1992, 1997, 2006, 2012, 2015, 2021 |
| Campo Grande              | 8        | 1963, 1965, 1966, 1967, 1970, 1972, 1974, 1976                                     |
| Sinop                     | 5        | 1999, 2000, 2003, 2007, 2023                                                       |
| Rondonópolis              | 5        | 1956, 1984, 2011, 2013, 2019                                                       |
| Tangará da Serra          | 3        | 1995, 1998, 2022                                                                   |
| Sorriso                   | 3        | 2004, 2005, 2016                                                                   |
| Primavera do Leste        | 3        | 1987, 2008, 2010                                                                   |
| Corumbá                   | 3        | 1955, 1968, 1978                                                                   |
| Alta Floresta             | 2        | 1982, 2018                                                                         |
| Cáceres                   | 2        | 1989, 2017                                                                         |
| Aquidauana                | 2        | 1962, 1971                                                                         |
| Querência                 | 1        | 2025                                                                               |
| Campinápolis              | 1        | 2024                                                                               |
| Juara                     | 1        | 2014                                                                               |
| Nova Mutum                | 1        | 2009                                                                               |
| Feliz Natal               | 1        | 2002                                                                               |
| Aripuanã                  | 1        | 2001                                                                               |
| Jaciara                   | 1        | 1996                                                                               |
| Santo Antônio de Leverger | 1        | 1994                                                                               |
| Barão de Melgaço          | 1        | 1985                                                                               |
| Barra do Garças           | 1        | 1983                                                                               |
| Várzea Grande             | 1        | 1980                                                                               |
| Maracaju                  | 1        | 1975                                                                               |
| Três Lagoas               | 1        | 1973                                                                               |
| Dourados                  | 1        | 1960                                                                               |
| ------------------------- | -------- | ---------------------------------------------------------------------------------- |

1. O título de 2013 do "Distrito de Vila Operária" entra para a cidade de Rondonópolis.
2. O título de 2023 do "Norte Matogrossense" entra para a cidade de Sinop.